# غويليرمي
غويليرمي هو لاعب كرة قدم برازيلي في مركز الهجوم، ولد في 24 يوليو 1991 في سانتانا دو ليفرامينتو ‏ في البرازيل. لعب مع أتلتيكو مينيرو.

## وصلات خارجية
- غويليرمي على موقع رابطة كرة القدم اليابانية للمحترفين (اليابانية)
- غويليرمي على موقع قاعدة بيانات كرة القدم.إي يو (الإنجليزية)
- غويليرمي على موقع Soccerway.com (الإنجليزية)
- غويليرمي على موقع عالم كرة القدم.نت (الإنجليزية)